# 李育 (儒家)
李育（？年—？年），字元春，扶風郡漆縣（今陝西省咸陽市）人。東漢侍中。

## 生平
李育年輕時學習《公羊春秋》，沉思專精、博覽群書。在太學很有名氣，深受同郡的班固器重。班固將李育推薦給驃騎將軍東平王劉蒼，京師的權貴們都爭相想和李育做朋友。州郡請召，李育抵達後，往往稱病請辭。曾經避開當地教授學生，學生有幾百人。李育還涉略古學。曾研讀《左氏傳》，喜歡《左氏傳》的文筆，但覺得不符合聖人的深意。認為前人陳元、范升等人相互非難，多引用圖讖，不據理體，所以李育作《難左氏義》四十一事。
建初元年（76年），衛尉馬廖舉薦李育方正，任議郎，後來被任命為博士。

### 白虎觀會議
建初四年（79年），漢章帝詔群儒在白虎觀討論《五經》相同和不同的見解。李育受詔前往參與，李育以《公羊》義和賈逵辯論，雙方爭辯都有理據，成為學識淵博的儒者，後來李育升任為尚書令。馬家遭罷黜後，李育因是馬廖所舉薦，於是受牽連而免官返鄉。一年多後再次受徵召，升任為侍中，在任內去世。

## 評價
- 班固：竊見故司空掾桓梁、京兆祭酒馮晉、扶風掾李育、京兆督郵郭基、涼州從事王雍、弘農功曹殷肅，此六子者，皆有殊行絕才，德隆當世。《太平御覽·薦舉中》

## 延伸阅读
[在维基数据编辑]
 《後漢書·卷79下》，出自范晔《後漢書》
 《東觀漢記》